# صموئيل يونغز (سياسي)
صموئيل يونغز هو سياسي أمريكي، ولد في 5 نوفمبر 1753، وتوفي في 2 نوفمبر 1797. انتخب عضو جمعية ولاية نيويورك ‏.